# Berki lizinka
A berki lizinka (Lysimachia nemorum) a kankalinfélék családjába tartozó, földön heverő szárú, sárga szirmú vadvirág.

## Megjelenése
A berki lizinka lágy szárú, földön elheverő, zölden áttelelő növény. Szára 10–45 cm hosszú, hengeres, a talajon elnyúlik. A talajjal érintkező részén gyakran legyökerezik. Elágazásai is innen erednek. Levelei rövid nyelűek, szőrtelenek, a száron átellenesen helyezkednek el. Hosszuk 5–30 mm hosszú, szélességük 10–20 mm, alakjuk tojásdad, a végén kihegyesedő. A levelek zölden telelnek át.
Május-júniusban (hegyvidéken akár még augusztusban is) virágzik. A magányos, ötszirmú virágok a levelek hónaljából eredő kocsányok végén nyílnak. A csészelevelek 3,5–6 mm hosszúak, ár alakúak. A szirmok sárgák, 6-8,5 mm-esek. Beporzását rovarok végzik.
Termése kb. 3 mm átmérőjű, gömb alakú toktermés; benne találhatóak az apró, ráncos felületű magvak. A termés érésekor a kocsány ívben meggörbül.

## Elterjedése
Elsősorban Közép- és Nyugat-Európában elterjedt faj. Összefüggő előfordulásának határát nyugaton a Brit-szigetek, délen a Pireneusok és az Alpok, keleten az Elba és a Szudéták, északon az Északi-tenger partvidéke jelenti. Ezen a területen kívül szigetszerűen vannak populációi Dániában, Nyugat-Skandináviában, az Azori-szigeteken, a Dinári-hegységben, Szicíliában, az Appenninekben és a Kárpátokban. Legmagasabb ismert előfordulása 1720 m, Svájcban.
Magyarországon korábban csak két, bizonytalan hitelességű előfordulása volt ismert, de 1998-ban megtalálták a Soproni-hegységben, a Zsilip-árokban. A szomszédos ausztriai Burgenlandban több helyen is megtalálható.
Magyarországon védett, természetvédelmi értéke 10 000 Ft. 

## Termőhelye
Árnyékkedvelő, vízigényes faj. A mészben szegény talajt részesíti előnyben. Jellemzően hegyi éger- és kőrisligetekben, patakok mentén, lápréteken nő. Előfordul az árnyékos erdei utakat kísérő vizesárkokban is.

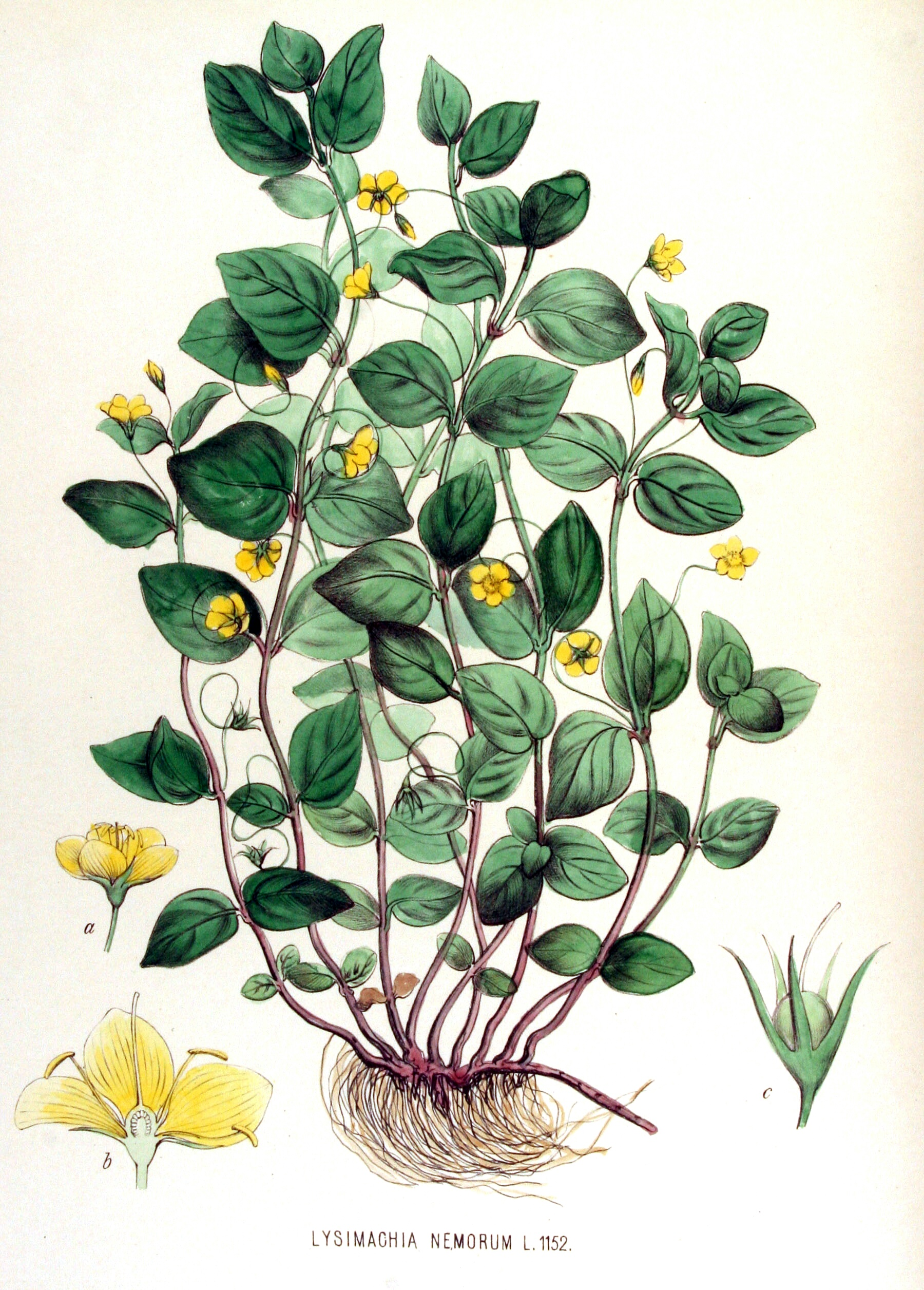
Berki lizinka az 1977-es Flora Batavá-ban
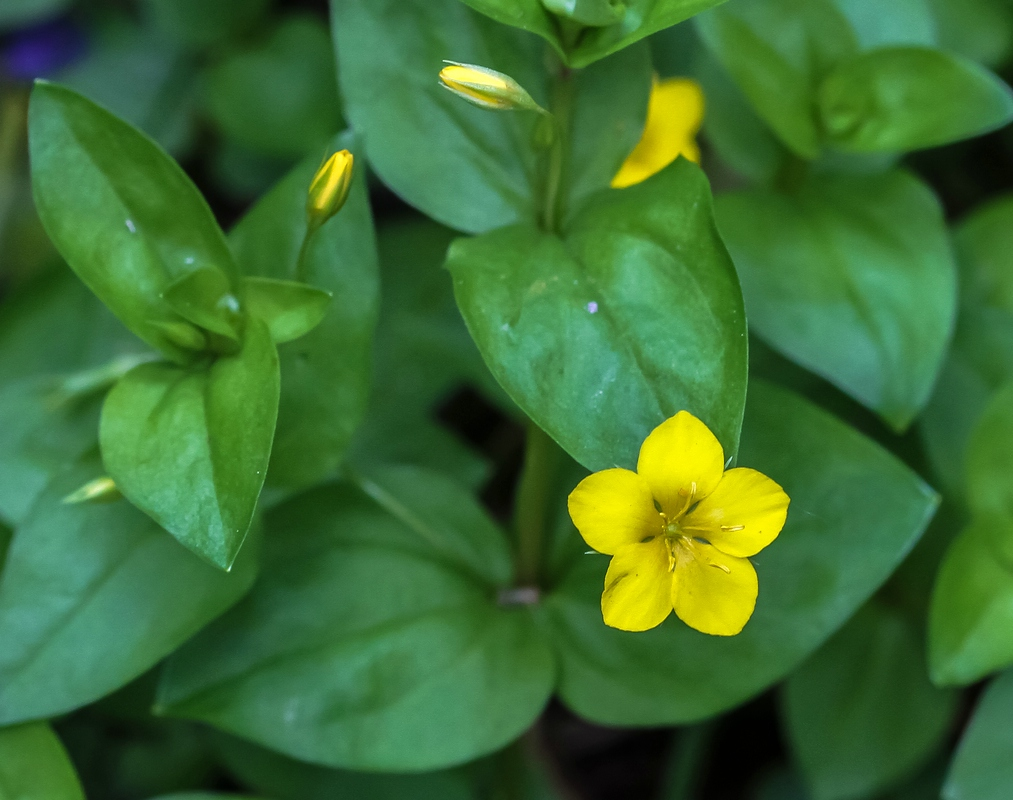
Virága
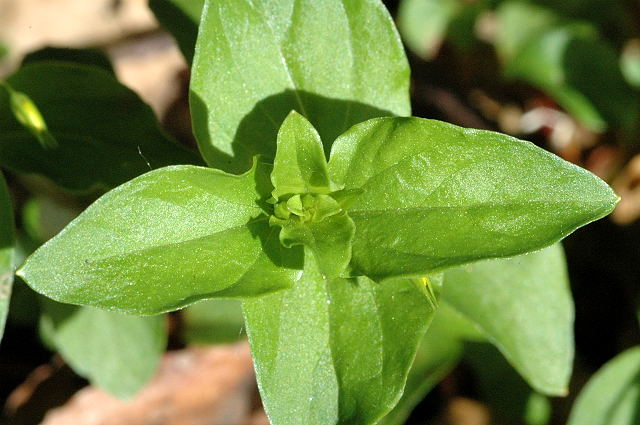
Leveles hajtása
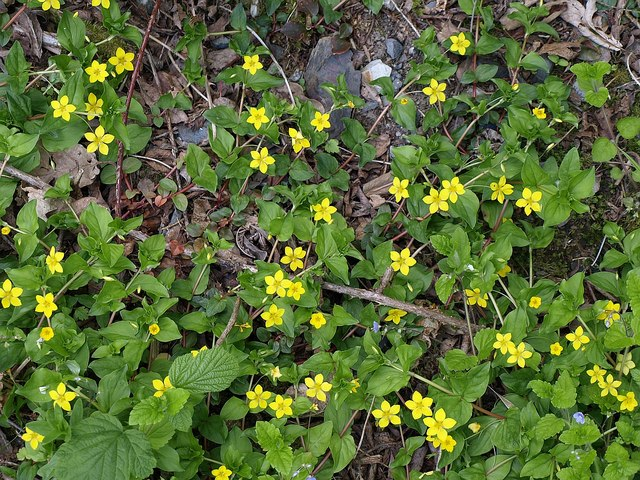
Tömegben

## A nemzetség további hazai fajai
- Pénzlevelű lizinka
- Közönséges lizinka
- Fürtös lizinka
- Pettyegetett lizinka